# Lecane spinulifera
Lecane spinulifera är en hjuldjursart som beskrevs av John R. Edmondson 1935. Lecane spinulifera ingår i släktet Lecane och familjen Lecanidae. Inga underarter finns listade i Catalogue of Life.